# Marco Lillo
Marco Lillo (Roma, 21 febbraio 1969) è un giornalista e saggista italiano.

## Biografia
Laureato in giurisprudenza nel 1993, dopo un breve periodo di attività professionale in uno studio associato specializzato in diritto tributario, nel 1994 si iscrive all'Istituto per la Formazione al Giornalismo di Urbino. Dal 1996 collabora a L'Espresso e dal 1997 al 2000 è redattore e poi curatore della trasmissione mattutina della emittente Radio Capital, mentre nel 2000 è assunto come redattore di attualità del settimanale L'Espresso. Nel 2009 lascia il gruppo Espresso e prende parte alla fondazione del quotidiano il Fatto Quotidiano, del quale è inviato, ma anche azionista-giornalista (con una piccola quota) insieme a Marco Travaglio, Antonio Padellaro e Peter Gomez. Nel 2016 diventa direttore della neonata collana Paper First, di proprietà della società editrice Editoriale Il Fatto S.p.A..

## Inchieste

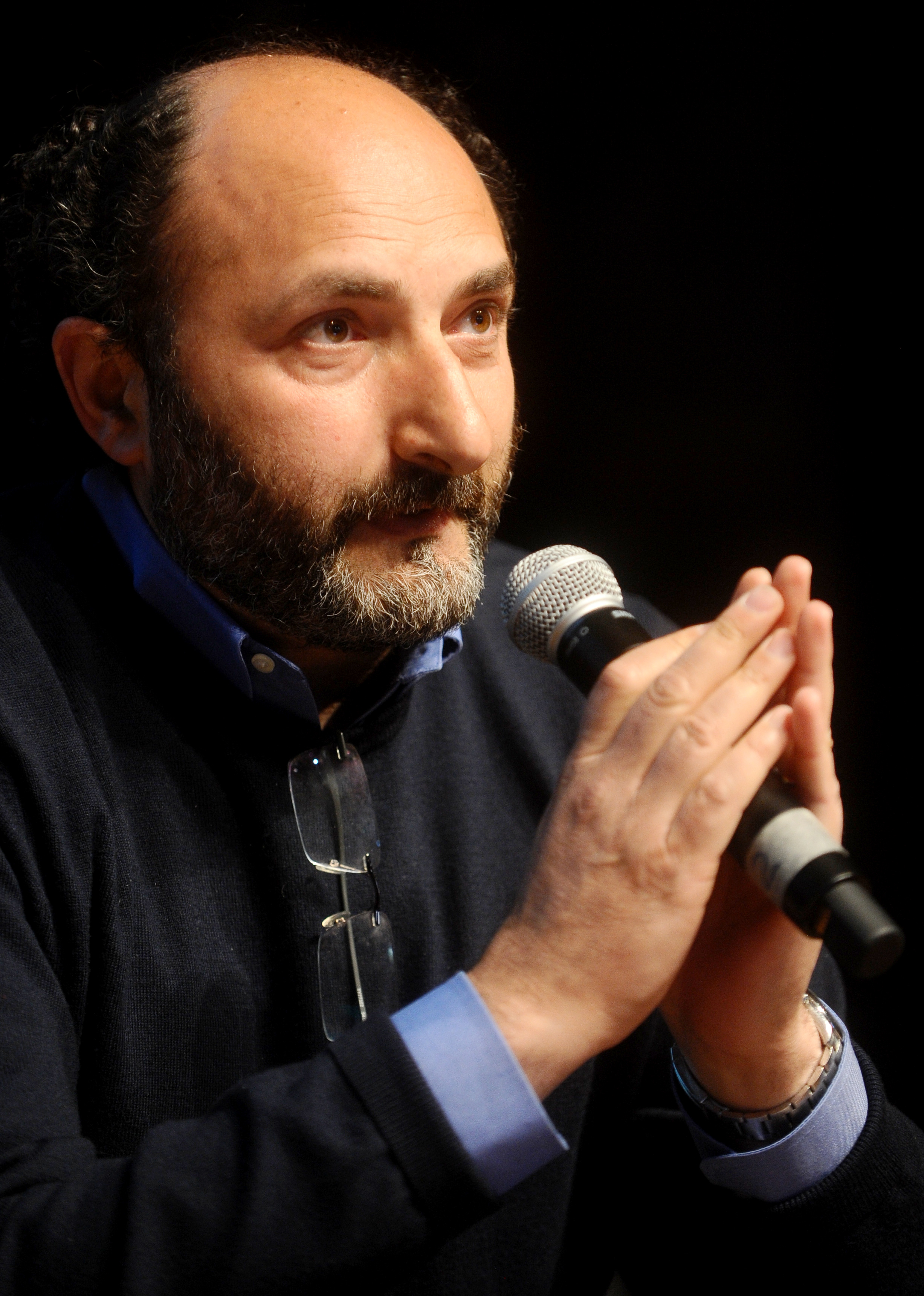
Lillo nel 2015

Lillo è autore di inchieste basate su un autonomo lavoro investigativo come Vita da Schifani (scritta nel 2002 insieme a Franco Giustolisi), nella quale per la prima volta si svelano le cointeressenze societarie e i rapporti professionali del futuro Presidente del Senato con molti soggetti poi condannati per mafia. Per questo è stato citato in giudizio da Schifani, arrivando all'archiviazione perché l'articolo fu ritenuto veritiero. La stessa inchiesta è stata successivamente citata da Marco Travaglio, che ha ricevuto anch'esso un annuncio di querela da parte di Schifani. Dopo gli articoli pubblicati nel 2009 su il Fatto Quotidiano da Lillo e da altri autori, Schifani ha citato in giudizio civile il giornale, chiedendo un risarcimento superiore al suo capitale sociale: 720.000 euro. Ciononostante, Lillo ha pubblicato numerosi articoli successivi alla citazione in giudizio nei quali rivela altre notizie inedite sul passato dell'allora Presidente del Senato.
Lillo è autore anche dell'inchiesta esclusiva Casa nostra, pubblicata nel 2007 da L'Espresso, sugli appartamenti affittati a canone favorevole da enti e assicurazioni ai politici, e poi venduti a prezzi molto inferiori a quelli di mercato.
Nel dicembre 2016 Lillo è il primo giornalista a raccontare dell'inchiesta Consip, che vede indagati Tiziano Renzi e altri esponenti del Giglio Magico, ossia la rete che fa riferimento a Matteo Renzi, segretario del Partito Democratico, sulla quale verte l'ultima inchiesta del giornalista, Di padre in figlio. Il 27 giugno 2017 il PM Henry John Woodcock viene indagato per rivelazione di segreto d'ufficio poiché la sua compagna, la giornalista e conduttrice Federica Sciarelli, accusata di concorso in rivelazione di segreto d'ufficio, avrebbe fatto da tramite tra il magistrato e Lillo per la pubblicazione di materiale coperto dal segreto istruttorio.

## Opere

### Libri
- Marco Lillo, Sabina Guzzanti, Reperto Raiot, Milano, Rizzoli, 2005, ISBN 978-88-17-00582-1.
- Marco Lillo, Marco Travaglio, Peter Gomez, Bavaglio, Milano, Chiarelettere, 2008, ISBN 978-88-6190-062-2.
- Marco Lillo, Marco Travaglio, Peter Gomez, Papi. Uno scandalo politico, Milano, Chiarelettere, 2009, ISBN 978-88-6190-063-9.
- Marco Lillo, Lirio Abbate, I Re di Roma. Destra e Sinistra agli ordini di Mafia Capitale, Milano, Chiarelettere, 2015, ISBN 978-88-61-90706-5.
- Marco Lillo, Il Potere dei Segreti, Roma, PaperFIRST, 2016, ISBN 978-88-99-78400-3.
- Di padre in figlio. Le carte inedite del caso Consip e il familismo renziano, Roma, PaperFIRST, 2017, ISBN 978-88-99-78404-1.
- Marco Lillo, Marco Travaglio, Padrini fondatori. La sentenza sulla trattativa Stato-mafia che battezzò col sangue la Seconda Repubblica, Roma, PaperFIRST, 2018, ISBN 978-88-99-78430-0.
- Marco Lillo, PIF, Io posso - Due donne sole contro la mafia, Milano, Feltrinelli, 2021, ISBN 978-88-07-17395-0
- Marco Lillo, Sara Loffredi, La casa di Paolo, Roma, PaperFirst, 2020, ISBN 978-88-99-78446-1.

### Documentari
Marco Lillo e Udo Gümpel sono autori di Sotto scacco, un documentario sui rapporti tra mafiosi e politici sul passaggio tra prima e seconda Repubblica. La ricostruzione parte dal maxiprocesso di Palermo per giungere al dibattimento di appello a carico di Marcello Dell'Utri. L'opera contiene filmati e testimonianze inedite, come quelle dei collaboratori di giustizia Gaspare Mutolo e Maurizio Avola e del testimone Massimo Ciancimino.

## Riconoscimenti
Nel 2009 gli viene conferito il Premio Borsellino e nel febbraio 2012 il Premiolino.